# FC Barcelona/Rekorde und Chroniken

Vereinswappen des FC Barcelona

Dieser Artikel beschreibt den FC Barcelona betreffende Rekorde und Chroniken, die aus Gründen der Übersichtlichkeit nicht im Hauptartikel dargestellt werden können.

## Rekorde

### Rekordspieler
| Rang | Nat.        | Namen           | Zeitraum  | Liga | Pokal | Europa | Andere | Gesamt |
| ---- | ----------- | --------------- | --------- | ---- | ----- | ------ | ------ | ------ |
| 1    | Argentinien | Lionel Messi    | 2004–2021 | 520  | 80    | 153    | 25     | 778    |
| 2    | Spanien     | Xavi            | 1998–2015 | 505  | 70    | 173    | 19     | 767    |
| 3    | Spanien     | Sergio Busquets | 2008–2023 | 481  | 77    | 139    | 25     | 722    |
| 4    | Spanien     | Andrés Iniesta  | 2002–2018 | 442  | 73    | 138    | 21     | 674    |
| 5    | Spanien     | Gerard Piqué    | 2008–2022 | 397  | 65    | 133    | 21     | 616    |
| 6    | Spanien     | Carles Puyol    | 1999–2014 | 392  | 59    | 131    | 12     | 594    |
| 7    | Spanien     | Migueli         | 1973–1989 | 391  | 60    | 85     | 13     | 549    |
| 8    | Spanien     | Víctor Valdés   | 2002–2014 | 387  | 12    | 118    | 18     | 535    |
| 9    | Spanien     | Jordi Alba      | 2012–2023 | 313  | 47    | 84     | 15     | 459    |
| 10   | Spanien     | Carles Rexach   | 1965–1981 | 328  | 58    | 63     | 0      | 449    |

Stand: Saisonende 2022/23 

### Rekordtorschützen
| Rang | Nat.        | Namen            | Zeitraum  | Liga | Pokal | Europa | Andere | Gesamt |
| ---- | ----------- | ---------------- | --------- | ---- | ----- | ------ | ------ | ------ |
| 1    | Argentinien | Lionel Messi     | 2004–2021 | 474  | 56    | 123    | 5      | 672    |
| 2    | Spanien     | César Rodríguez  | 1942–1955 | 190  | 36    | 0      | 6      | 232    |
| 3    | Uruguay     | Luis Suárez      | 2014–2020 | 147  | 19    | 26     | 6      | 198    |
| 4    | Ungarn      | László Kubala    | 1950–1961 | 131  | 49    | 13     | 1      | 194    |
| 5    | Kamerun     | Samuel Eto’o     | 2004–2009 | 108  | 2     | 18     | 2      | 130    |
| 5    | Brasilien   | Rivaldo          | 1997–2002 | 86   | 13    | 31     | 0      | 130    |
| 7    | Spanien     | Mariano Martín   | 1940–1948 | 97   | 27    | 0      | 0      | 124    |
| 8    | Spanien     | Carles Rexach    | 1965–1981 | 81   | 16    | 25     | 0      | 122    |
| 8    | Niederlande | Patrick Kluivert | 1998–2004 | 90   | 4     | 26     | 2      | 122    |
| 10   | Spanien     | Josep Escolà     | 1934–1949 | 86   | 32    | 0      | 0      | 118    |

Stand: Saisonende 2020/21 

### Mannschaftsrekorde
| Kategorie                         | Ergebnis | Wettbewerb                                                                   | Gegner                          |
| --------------------------------- | -------- | ---------------------------------------------------------------------------- | ------------------------------- |
| Höchster Sieg                     | 18:0     | Copa Macaya (17. März 1901)                                                  | Gimnàstic de Tarragona          |
| Höchster Heimsieg (Liga)          | 10:1     | Saison 1949/50 (2. Spieltag)                                                 | Gimnàstic de Tarragona          |
| Höchster Auswärtssieg (Liga)      | 8:0      | Saison 1959/60 (7. Spieltag) Saison 2010/11 (12. Spieltag)                   | UD Las Palmas UD Almería        |
| Höchste Heimniederlage (Liga)     | 0:6      | Saison 1945/46 (5. Spieltag)                                                 | Athletic Bilbao                 |
| Höchste Auswärtsniederlage (Liga) | 1:12     | Saison 1930/31 (10. Spieltag)                                                | Athletic Bilbao                 |
| Höchster Heimsieg (Europa)        | 8:0      | Europapokal der Pokalsieger 1982/83 (1. Runde) UEFA-Pokal 2003/04 (1. Runde) | Apollon Limassol Matador Púchov |
| Höchster Auswärtssieg (Europa)    | 7:0      | UEFA-Pokal 1995/96 (1. Runde)                                                | Hapoel Be’er Scheva             |
| Höchste Niederlage (Europa)       | 2:8      | UEFA Champions League 2019/20 (Viertelfinale)                                | FC Bayern München               |

| Kategorie                             | Ergebnis | Wettbewerb                        |
| ------------------------------------- | -------- | --------------------------------- |
| Meiste Tore in einer Saison           | 115      | Saison 2012/13 (38 Spiele, ø 3,0) |
| Wenigste Tore in einer Saison         | 32       | Saison 1939/40 (22 Spiele, ø 1,5) |
| Meiste Gegentore in einer Saison      | 66       | Saison 1941/42 (26 Spiele, ø 2,5) |
| Wenigste Gegentore in einer Saison    | 18       | Saison 1968/69 (30 Spiele, ø 0,6) |
| Meiste Siege in einer Saison          | 32       | Saison 2012/13 (38 Spiele)        |
| Höchste Ligapunktzahl in einer Saison | 100      | Saison 2012/13 (38 Spiele)        |
| Beste Tordifferenz in einer Saison    | +89      | Saison 2014/15 (38 Spiele)        |

| Kategorie                                 | Ergebnis | Wettbewerb                                                      |
| ----------------------------------------- | -------- | --------------------------------------------------------------- |
| Spanische Meisterschaften in Folge        | 4        | 1990/91, 1991/92, 1992/93, 1993/94                              |
| Spiele ohne Niederlage (alle Wettbewerbe) | 39       | Saison 2015/16                                                  |
| Spiele ohne Niederlage (Liga)             | 43       | Saison 2016/17 (32. Spieltag) bis Saison 2017/18 (36. Spieltag) |
| Spiele ohne Niederlage (Europa)           | 17       | zwischen 1988/89 und 1992/93 zwischen 2005/06 und 2006/07       |
| Heimspiele ohne Niederlage (Liga)         | 67       | Saison 1972/73 (25. Spieltag) bis Saison 1976/77 (21. Spieltag) |
| Siege (Liga)                              | 16       | Saison 2010/11 (7. bis 22. Spieltag)                            |
| Siege (Champions League)                  | 11       | Saison 2002/03                                                  |
| Heimsiege (Liga)                          | 39       | Saison 1957/58 (22. Spieltag) bis Saison 1960/61 (8. Spieltag)  |
| Auswärtssiege (Liga)                      | 12       | Saison 2009/10 (35. Spieltag) bis Saison 2010/11 (21. Spieltag) |

| Kategorie           | Ergebnis | Wettbewerb                                            | Gegner         |
| ------------------- | -------- | ----------------------------------------------------- | -------------- |
| Rekordzuschauerzahl | 120.000  | Europapokal der Landesmeister 1985/86 (Viertelfinale) | Juventus Turin |

Saisonende 2019/20

### Einzelrekorde
| Kategorie                               | Rekordhalter      | Ergebnis                       | Zeit                                   |
| --------------------------------------- | ----------------- | ------------------------------ | -------------------------------------- |
| Meiste Spiele                           | Xavi              | 867                            | 1998–2015                              |
| Meiste Pflichtspiele                    | Lionel Messi      | 778                            | 2004–2021                              |
| Meiste Tore                             | Lionel Messi      | 672                            | 2004–2021                              |
| Meiste Pflichtspieltore                 | Lionel Messi      | 603                            | 2004–2021                              |
| Meiste Tore in einer Saison             | Lionel Messi      | 73                             | 2011/12 in 60 Spielen                  |
| Meiste Pflichtspieltore in einer Saison | Lionel Messi      | 73                             | 2011/12 in 60 Spielen                  |
| Meiste Tore in einem Spiel              | Joan Gamper       | 9                              | 1901, 1902 und 1903                    |
| Meiste Tore in einem Spiel (Liga)       | László Kubala     | 7                              | 1951/52 beim 9:0 gegen Sporting Gijón  |
| Meiste Tore in einem Spiel (Pokal)      | Eulogio Martínez  | 7                              | 1956/57 beim 8:1 gegen Atlético Madrid |
| Jüngster Spieler                        | Paulino Alcántara | 15 Jahre, 4 Monate und 18 Tage | 25. Februar 1912                       |
| Jüngster Torschütze                     | Paulino Alcántara | 15 Jahre, 4 Monate und 18 Tage | 25. Februar 1912                       |
| Jüngster Torschütze (Liga)              | Bojan             | 17 Jahre, 1 Monat und 22 Tage  | 20. Oktober 2007                       |
| Längste Zeit ohne Gegentor              | Víctor Valdés     | 896 Minuten                    | Saison 2011/12                         |
| Längste Zeit Trainer                    | Jack Greenwell    | 9 Jahre                        | 1917–1924 und 1931–1933                |
| Längste Traineramtszeit                 | Johan Cruyff      | 8 Jahre                        | 1988–1996                              |

Saisonende 2019/20 

## Chroniken

### Namen
| Zeitraum                      | Name                     | Kurzform     | Anmerkungen                          |
| ----------------------------- | ------------------------ | ------------ | ------------------------------------ |
| 29. Nov. 1899 – 23. Juli 1920 | Football Club Barcelona  | FC Barcelona | Englische Namensvariante             |
| 23. Juli 1920 – 15. Jan. 1941 | Futbol Club Barcelona    | FC Barcelona | Katalanisch-Englische Namensvariante |
| 15. Jan. 1941 – 8. Nov. 1973  | Club de Fútbol Barcelona | CF Barcelona | Spanische Namensvariante             |
| 8. Nov. 1973 –                | Futbol Club Barcelona    | FC Barcelona | Katalanisch-Englische Namensvariante |

### Spielstätten
| Zeitraum  | Spielstätte                  | Bild                                                                 | Ort                                                                                  | Kapazität (Jahr)                                                        | Eröffnungsspiel                                                  |
| --------- | ---------------------------- | -------------------------------------------------------------------- | ------------------------------------------------------------------------------------ | ----------------------------------------------------------------------- | ---------------------------------------------------------------- |
| 1899–1900 | Velòdrom de la Bonanova      | Die erste Spielstätte war das Velòdrom de la Bonanova                | Turó Parc                                                                            | –                                                                       | 8. Dez. 1899: FC Barcelona – ortsansässige Briten (0:1)          |
| 1900–1901 | Camp de l’Hotel Casanovas    | Camp de l’Hotel Casanovas                                            | Hospital de la Santa Creu i Sant Pau                                                 | –                                                                       | 18. Nov. 1900: FC Barcelona – Hispània AC (0:0)                  |
| 1901–1905 | Camp de la Carretera d’Horta | Camp de la Carretera d’Horta                                         | Carretera d’Horta/ Ronda del Guinardó                                                | –                                                                       | 23. Nov. 1901: FC Barcelona – britische Matrosenmannschaft (4:0) |
| 1905–1909 | Camp del Carrer Muntaner     | Auf dem Camp del Carrer Muntaner spielte Barcelona von 1905 bis 1909 | Carrer París, Casanova, Londres und Muntaner                                         | –                                                                       | 26. Feb. 1905: FC Barcelona – SC Català (2:3)                    |
| 1909–1922 | Camp del Carrer Indústria    | Das Camp del Carrer Indústria war das erste Stadion des FC Barcelona | Carrer París (zwischen C. Urgell und C. Villarroel)                                  | 6.000                                                                   | 14. März 1909: FC Barcelona – SC Català (2:2)                    |
| 1922–1957 | Camp de Les Corts            | Das Camp de Les Corts 1930                                           | Travessera de les Corts (zwischen Numància und Vallespir)                            | 21.500 (1922) 45.000 (1926) 60.000 (1945)                               | 22. Mai 1922: FC Barcelona – FC St. Mirren (2:1)                 |
| 1957–0000 | Camp Nou                     | Seit 1957 das Heimstadion: das Camp Nou                              | Carrer Arístides Maillol/ Travessera de les Corts/ Av. Joan XXIII/ Carrer Maternitat | 93.000 (1957) 94.500 (1979) 120.000 (1982) 107.000 (1994) 99.000 (1998) | 24. Nov. 1957: FC Barcelona – Legia Warschau (4:2)               |

### Trikot
Die rot-blauen Längsstreifen bilden seit der Gründung des Vereins das Trikot des FC Barcelona. Seither änderte sich das Design des Trikots nur wenig, allein Breite, Anzahl und Farbintensität der Längsstreifen variierten von Saison zu Saison. Unterdessen änderte sich die Farbe der Hosen merklich, so waren die Hosen in den ersten elf Jahren Weiß, später Schwarz und ab den Zwanziger Jahren Blau. Nachfolgend sind ausgewählte historische Trikots dargestellt.
| Zeitraum  | Trikotausrüster | Brustsponsor     | Rückensponsor | Ärmelsponsor     |
| --------- | --------------- | ---------------- | ------------- | ---------------- |
| 1982–1992 | Meyba           |                  |               |                  |
| 1992–1998 | Kappa           |                  |               |                  |
| 1998–2004 | Nike            |                  |               |                  |
| 2004–2006 | Nike            |                  |               | TV3              |
| 2006–2011 | Nike            | UNICEF           |               | TV3              |
| 2011–2013 | Nike            | Qatar Foundation | UNICEF        | TV3              |
| 2013–2014 | Nike            | Qatar Airways    | UNICEF        |                  |
| 2014–2017 | Nike            | Qatar Airways    | UNICEF        | Beko Deutschland |
| 2017–2022 | Nike            | Rakuten          | UNICEF        | Beko Deutschland |
| 2022–2024 | Nike            | Spotify          | UNHCR         |                  |
| 2024–     | Nike            | Spotify          | UNHCR         | Ambilight TV     |

| 1899 | 1910 | 1913 | 1920 |

| 1939 | 1949 | 1992 | 1998 |

| 2001 | 2005 | 2008 | 2010 |

### Wappen

1899–1910: Das erste Wappen des FC Barcelona war dem Stadtwappen nachempfunden.
1910–1939: Der erste Vorläufer des heutigen Wappens entstand im Rahmen eines Wettbewerbs.
1939–1949: Franco ordnete die Entfernung „des Katalanischen“ an: zwei Rot-Gelbe-Streifen verschwanden und die Initialen wurden in C. de F.B. (Club de fútbol) hispanisiert.
1949–1974: Anlässlich der 50-Jahrfeier des Vereins konnte der Verein die Katalanische Flagge wieder im Logo platzieren und die Initialen in C.F.B ändern.
1974–2002: In den letzten Jahren Francos war dem Verein die katalanische Namensform wieder erlaubt worden und auch die Originalinitialen konnten wieder auf dem Logo eingeführt werden.
2002–heute: Letzte stilistische Änderungen wurden im Jahr 2002 getätigt.

### Kapitäne
| Trainer                 | Nat.        |      |      | Stellvertreter                                            |
| ----------------------- | ----------- | ---- | ---- | --------------------------------------------------------- |
| Joan Gamper             | Schweiz     | 1899 | 1903 |                                                           |
| Arthur Witty            | England     | 1903 | 1905 |                                                           |
| José Quirante           | Spanien     | 1905 | 1908 |                                                           |
| Charlie Wallace         | England     | 1908 | 1910 |                                                           |
| Francisco Bru           | Spanien     | 1910 | 1911 |                                                           |
| Pepe Rodríguez          | Spanien     | 1911 | 1913 |                                                           |
| Manuel Amechazurra      | Spanien     | 1913 | 1913 |                                                           |
| Enric Peris             | Spanien     | 1913 | 1915 |                                                           |
| Santiago Massana        | Spanien     | 1915 | 1916 |                                                           |
| Eduard Reguera          | Spanien     | 1916 | 1919 |                                                           |
| Francesc Vinyals        | Spanien     | 1919 | 1921 |                                                           |
| Paulino Alcántara       | Spanien     | 1921 | 1924 |                                                           |
| Josep Samitier          | Spanien     | 1924 | 1932 |                                                           |
| Cristóbal Martí         | Spanien     | 1932 | 1933 |                                                           |
| Ramon Zabalo            | Spanien     | 1933 | 1936 |                                                           |
| Esteve Pedrol           | Spanien     | 1936 | 1937 |                                                           |
| vakant                  |             |      |      |                                                           |
| Juan José Nogués        | Spanien     | 1939 | 1941 |                                                           |
| Josep Raich             | Spanien     | 1941 | 1945 |                                                           |
| Josep Escolà            | Spanien     | 1945 | 1947 |                                                           |
| César Rodríguez Álvarez | Spanien     | 1947 | 1951 |                                                           |
| Marià Gonzalvo          | Spanien     | 1951 | 1953 |                                                           |
| César Rodríguez Álvarez | Spanien     | 1953 | 1954 |                                                           |
| Antoni Ramallets        | Spanien     | 1954 | 1955 |                                                           |
| Joan Segarra            | Spanien     | 1955 | 1963 |                                                           |
| Ferran Olivella         | Spanien     | 1963 | 1967 |                                                           |
| José Antonio Zaldúa     | Spanien     | 1967 | 1969 |                                                           |
| Eladio Silvestre        | Spanien     | 1969 | 1970 |                                                           |
| Joaquim Rifé            | Spanien     | 1970 | 1973 |                                                           |
| Juan Carlos Pérez       | Spanien     | 1973 | 1974 |                                                           |
| Antonio Torres          | Spanien     | 1974 | 1975 |                                                           |
| Johan Cruyff            | Niederlande | 1975 | 1978 |                                                           |
| Juan Manuel Asensi      | Spanien     | 1978 | 1981 |                                                           |
| Antoni Olmo             | Spanien     | 1981 | 1982 |                                                           |
| Tente Sánchez           | Spanien     | 1982 | 1984 |                                                           |
| Bernd Schuster          | Deutschland | 1984 | 1986 |                                                           |
| José Ramón Alexanko     | Spanien     | 1986 | 1986 |                                                           |
| Víctor Muñoz            | Spanien     | 1986 | 1987 |                                                           |
| José Ramón Alexanko     | Spanien     | 1987 | 1992 |                                                           |
| Andoni Zubizarreta      | Spanien     | 1992 | 1993 |                                                           |
| José Mari Bakero        | Spanien     | 1993 | 1997 |                                                           |
| Gheorghe Popescu        | Rumänien    | 1997 | 1997 |                                                           |
| Pep Guardiola           | Spanien     | 1997 | 2001 |                                                           |
| Sergi Barjuan           | Spanien     | 2001 | 2002 |                                                           |
| Luis Enrique            | Spanien     | 2002 | 2004 |                                                           |
| Carles Puyol            | Spanien     | 2004 | 2014 |                                                           |
| Xavi                    | Spanien     | 2014 | 2015 | - Andrés Iniesta - Lionel Messi - Sergio Busquets         |
| Andrés Iniesta          | Spanien     | 2015 | 2018 | - Lionel Messi - Sergio Busquets - Gerard Piqué           |
| Lionel Messi            | Argentinien | 2018 | 2021 | - Sergio Busquets - Gerard Piqué - Jordi Alba             |
| Sergio Busquets         | Spanien     | 2021 | 2022 | - Gerard Piqué - Jordi Alba - Sergi Roberto               |
| Sergio Busquets         | Spanien     | 2022 | 2023 | - Jordi Alba - Sergi Roberto - Marc-Andre ter Stegen      |
| Sergi Roberto           | Spanien     | 2023 | 2024 | - Marc-Andre ter Stegen - Ronald Araújo - Frenkie de Jong |
| Marc-Andre ter Stegen   | Deutschland | 2024 |      | - Ronald Araújo - Frenkie de Jong - Raphinha - Pedri      |

### Trainer
| Trainer                      | Nat.                                           | von  | bis  | Ex-Barça- Spieler | Titel |
| ---------------------------- | ---------------------------------------------- | ---- | ---- | ----------------- | --- |
| John Barrow                  | England                                        | 1917 | 1917 |                   | |
| Jack Greenwell               | England                                        | 1917 | 1924 | X                 | Copa del Rey (2), Campionat de Catalunya (4)                                                                                          |
| Imre Pozsonyi                | Ungarn                                         | 1924 | 1925 |                   | Copa del Rey (1), Campionat de Catalunya (1)                                                                                          |
| Ralph Kirby                  | England                                        | 1925 | 1926 |                   | Copa del Rey (1), Campionat de Catalunya (1)                                                                                          |
| Richard Dombi                | Osterreich                                     | 1926 | 1926 |                   | Copa del Rey (1), Campionat de Catalunya (1)                                                                                          |
| Romà Forns                   | Spanien                                        | 1926 | 1929 | X                 | Primera División (1), Copa del Rey (1), Campionat de Catalunya (1)                                                                    |
| James Bellamy                | England                                        | 1929 | 1931 |                   | Campionat de Catalunya (2) |
| Jack Greenwell               | England                                        | 1931 | 1933 | X                 | Campionat de Catalunya (1) |
| Richard Dombi                | Osterreich                                     | 1933 | 1934 |                   | |
| Ramón Zabalo                 | Spanien                                        | 1934 | 1934 | X                 | |
| Ferenc Plattkó               | Ungarn                                         | 1934 | 1935 | X                 | Campionat de Catalunya (1) |
| Patrick O’Connell            | Irland                                         | 1935 | 1940 |                   | Campionat de Catalunya (2) |
| Josep Planas                 | Spanien                                        | 1940 | 1941 | X                 | |
| Ramón Guzmán                 | Spanien                                        | 1941 | 1942 | X                 | |
| Juan José Nogués             | Spanien                                        | 1942 | 1944 | X                 | Copa del Rey (1) |
| Josep Samitier               | Spanien                                        | 1944 | 1947 | X                 | Primera División (1), Copa Eva Duarte (1)                                                                                             |
| Enrique Fernández            | Uruguay                                        | 1947 | 1950 | X                 | Primera División (2), Copa Eva Duarte (1), Coupe Latine (1)                                                                           |
| Ramon Llorens                | Spanien                                        | 1950 | 1950 | X                 | |
| Ferdinand Daučík             | Tschechoslowakei                               | 1950 | 1954 |                   | Primera División (2), Copa del Rey (3), Copa Eva Duarte (2), Coupe Latine (1)                                                         |
| Sandro Puppo                 | Italien                                        | 1954 | 1955 |                   | |
| Ferenc Plattkó               | Ungarn                                         | 1955 | 1956 | X                 | |
| Domènec Balmanya             | Spanien                                        | 1956 | 1958 | X                 | Copa del Rey (1), Messepokal (1) |
| Helenio Herrera              | Argentinien                                    | 1958 | 1960 |                   | Primera División (2), Copa del Rey (1), Messepokal (1)                                                                                |
| Enric Rabassa                | Spanien                                        | 1960 | 1960 |                   | |
| Ljubiša Broćić               | Jugoslawien Sozialistische Föderative Republik | 1960 | 1961 |                   | |
| Enrique Orizaola             | Spanien                                        | 1961 | 1961 |                   | |
| Luis Miró                    | Spanien                                        | 1961 | 1961 | X                 | |
| László Kubala                | Ungarn                                         | 1961 | 1963 | X                 | |
| Gonzalvo II                  | Spanien                                        | 1963 | 1963 | X                 | Copa del Rey (1) |
| César Rodríguez              | Spanien                                        | 1963 | 1964 | X                 | |
| Vicente Sasot                | Spanien                                        | 1964 | 1965 |                   | |
| Roque Olsen                  | Argentinien                                    | 1965 | 1967 |                   | Messepokal (1) |
| Salvador Artigas             | Spanien                                        | 1967 | 1969 | X                 | Copa del Rey (1) |
| Josep Seguer                 | Spanien                                        | 1969 | 1969 | X                 | |
| Vic Buckingham               | England                                        | 1969 | 1971 |                   | Copa del Rey (1) |
| Rinus Michels                | Niederlande                                    | 1971 | 1975 |                   | Primera División (1) |
| Hennes Weisweiler            | Deutschland                                    | 1975 | 1976 |                   | |
| Laureano Ruiz                | Spanien                                        | 1976 | 1976 |                   | |
| Rinus Michels                | Niederlande                                    | 1976 | 1978 |                   | Copa del Rey (1) |
| Lucien Muller                | Frankreich                                     | 1978 | 1979 | X                 | |
| Joaquim Rifé                 | Spanien                                        | 1979 | 1980 | X                 | Europapokal der Pokalsieger (1) |
| Helenio Herrera              | Argentinien                                    | 1980 | 1980 |                   | |
| László Kubala                | Ungarn                                         | 1980 | 1980 | X                 | |
| Helenio Herrera              | Argentinien                                    | 1980 | 1981 |                   | Copa del Rey (1) |
| Udo Lattek                   | Deutschland                                    | 1981 | 1983 |                   | Europapokal der Pokalsieger (1) |
| José Luis Romero (Interim)   | Spanien                                        | 1983 | 1983 | X                 | |
| César Luis Menotti           | Argentinien                                    | 1983 | 1984 |                   | Copa del Rey (1), Copa de la Liga (1), Supercopa de España (1)                                                                        |
| Terry Venables               | England                                        | 1984 | 1987 |                   | Primera División (1), Copa del Rey (1), Copa de la Liga (1)                                                                           |
| Luis Aragonés                | Spanien                                        | 1987 | 1988 |                   | Copa del Rey (1) |
| Carles Rexach (Interim)      | Spanien                                        | 1988 | 1988 | X                 | |
| Johan Cruyff                 | Niederlande                                    | 1988 | 1991 | X                 | Europapokal der Pokalsieger (1) |
| Carles Rexach (Interim)      | Spanien                                        | 1991 | 1991 | X                 | |
| Johan Cruyff                 | Niederlande                                    | 1991 | 1996 | X                 | Primera División (4), Copa del Rey (1), Supercopa de España (3), Europapokal der Landesmeister (1), UEFA Super Cup (1)                |
| Carles Rexach (Interim)      | Spanien                                        | 1996 | 1996 | X                 | |
| Bobby Robson                 | England                                        | 1996 | 1997 |                   | Copa del Rey (1), Supercopa de España (1), Europapokal der Pokalsieger (1)                                                            |
| Louis van Gaal               | Niederlande                                    | 1997 | 2000 |                   | Primera División (2), Copa del Rey (1), UEFA Super Cup (1)                                                                            |
| Llorenç Serra Ferrer         | Spanien                                        | 2000 | 2001 |                   | |
| Carles Rexach                | Spanien                                        | 2001 | 2002 | X                 | |
| Louis van Gaal               | Niederlande                                    | 2002 | 2003 |                   | |
| Antonio de la Cruz (Interim) | Spanien                                        | 2003 | 2003 | X                 | |
| Radomir Antić                | Serbien                                        | 2003 | 2003 |                   | |
| Frank Rijkaard               | Niederlande                                    | 2003 | 2008 |                   | Primera División (2), Supercopa de España (2), Champions League (1)                                                                   |
| Pep Guardiola                | Spanien                                        | 2008 | 2012 | X                 | Primera División (3), Copa del Rey (2), Supercopa de España (3), Champions League (2), UEFA Super Cup (2), Klub-Weltmeisterschaft (2) |
| Tito Vilanova                | Spanien                                        | 2012 | 2013 | X                 | Primera Division (1) |
| Gerardo Martino              | Argentinien                                    | 2013 | 2014 |                   | Supercopa de España (1) |
| Luis Enrique                 | Spanien                                        | 2014 | 2017 | X                 | Primera División (2), Copa del Rey (3), Champions League (1), UEFA Super Cup (1), Klub-Weltmeisterschaft (1), Supercopa de España (1) |
| Ernesto Valverde             | Spanien                                        | 2017 | 2020 | X                 | Primera División (2), Copa del Rey (1)                                                                                                |
| Quique Setién                | Spanien                                        | 2020 | 2020 |                   | |
| Ronald Koeman                | Niederlande                                    | 2020 | 2021 | X                 | Copa del Rey (1) |
| Sergi Barjuan (Interim)      | Spanien                                        | 2021 | 2021 | X                 | |
| Xavi                         | Spanien                                        | 2021 | 2024 | X                 | Primera División (1), Supercopa de España (1)                                                                                         |
| Hansi Flick                  | Deutschland                                    | 2024 |      |                   | Copa del Rey (1), Supercopa de España (1), Primera División (1)                                                                       |

### Präsidenten
| Präsident               | Nat.        | von           | bis           |
| ----------------------- | ----------- | ------------- | ------------- |
| Walter Wild             | Schweiz     | 29. Nov. 1899 | 25. Apr. 1901 |
| Bartomeu Terradas       | Spanien     | 25. Apr. 1901 | 5. Sep. 1902  |
| Paul Haas               | Deutschland | 5. Sep. 1902  | 17. Sep. 1903 |
| Arthur Witty            | England     | 17. Sep. 1903 | 6. Okt. 1905  |
| Josep Soler             | Spanien     | 6. Okt. 1905  | 6. Okt. 1906  |
| Juli Marial             | Spanien     | 6. Okt. 1906  | 11. Nov. 1908 |
| Vicenç Reig             | Spanien     | 11. Nov. 1908 | 2. Dez. 1908  |
| Joan Gamper             | Schweiz     | 2. Dez. 1908  | 14. Okt. 1909 |
| Otto Gmeling            | Deutschland | 14. Okt. 1909 | 17. Nov. 1910 |
| Joan Gamper             | Schweiz     | 17. Nov. 1910 | 30. Juni 1913 |
| Francesc de Moxó        | Spanien     | 30. Juni 1913 | 30. Juni 1914 |
| Àlvar Presta            | Spanien     | 30. Juni 1914 | 29. Sep. 1914 |
| Joaquim Peris de Vargas | Spanien     | 29. Sep. 1914 | 29. Juni 1915 |
| Rafael Llopart          | Spanien     | 29. Juni 1915 | 25. Juni 1916 |
| Gaspar Rosés            | Spanien     | 25. Juni 1916 | 17. Juni 1917 |
| Joan Gamper             | Schweiz     | 17. Juni 1917 | 19. Juni 1919 |
| Ricard Graells          | Spanien     | 19. Juni 1919 | 27. Juni 1920 |
| Gaspar Rosés            | Spanien     | 27. Juni 1920 | 17. Juli 1921 |
| Joan Gamper             | Schweiz     | 17. Juli 1921 | 29. Juni 1923 |
| Eric Cardona            | Spanien     | 29. Juni 1923 | 1. Juni 1924  |
| Joan Gamper             | Schweiz     | 1. Juni 1924  | 10. Juli 1925 |
| Joan Coma (Interim)     | Spanien     | 10. Juli 1925 | 17. Dez. 1925 |
| Arcadi Balaguer         | Spanien     | 17. Dez. 1925 | 23. März 1929 |
| Tomás Rosés             | Spanien     | 23. März 1929 | 30. Juni 1930 |
| Gaspar Rosés            | Spanien     | 30. Juni 1930 | 22. Okt. 1931 |
| Antoni Oliver           | Spanien     | 22. Okt. 1931 | 20. Dez. 1931 |
| Joan Coma               | Spanien     | 20. Dez. 1931 | 16. Juli 1934 |
| Esteve Sala             | Spanien     | 16. Juli 1934 | 27. Juli 1935 |
| Josep Sunyol            | Spanien     | 27. Juli 1935 | 15. Aug. 1936 |
| Kommission              | N/A         | 15. Aug. 1936 | 16. Nov. 1937 |
| Josep Sunyol †          | Spanien     | 16. Nov. 1937 | 29. Nov. 1937 |
| Francesc Casals         | Spanien     | 29. Nov. 1937 | 6. Mai 1939   |
| Kommission              | N/A         | 6. Mai 1939   | 13. März 1940 |
| Enrique Piñeyro         | Spanien     | 13. März 1940 | 10. Juli 1942 |
| Josep Vidal-Ribas       | Spanien     | 10. Juli 1942 | 13. Aug. 1942 |
| Enrique Piñeyro         | Spanien     | 13. Aug. 1942 | 20. Aug. 1943 |
| Josep Antoni de Albert  | Spanien     | 20. Aug. 1943 | 20. Sep. 1943 |
| Josep Vendrell          | Spanien     | 20. Sep. 1943 | 20. Sep. 1946 |
| Agustí Montal Galobart  | Spanien     | 20. Sep. 1946 | 16. Juli 1952 |
| Enric Martí Carreto     | Spanien     | 16. Juli 1952 | 22. Dez. 1953 |
| Francesc Miró-Sans      | Spanien     | 22. Dez. 1953 | 1. März 1961  |
| Enric Llaudet           | Spanien     | 7. Juni 1961  | 17. Jan. 1968 |
| Narcís de Carreras      | Spanien     | 17. Jan. 1968 | 18. Dez. 1969 |
| Agustí Montal Costa     | Spanien     | 18. Dez. 1969 | 8. Dez. 1977  |
| Raimon Carrasco         | Spanien     | 8. Dez. 1977  | 1. Juli 1978  |
| Josep Lluís Núñez       | Spanien     | 1. Juli 1978  | 23. Juli 2000 |
| Joan Gaspart            | Spanien     | 23. Juli 2000 | 12. Feb. 2003 |
| Enric Reyna (Interim)   | Spanien     | 12. Feb. 2003 | 6. Mai 2003   |
| Kommission              | N/A         | 6. Mai 2003   | 22. Juni 2003 |
| Joan Laporta            | Spanien     | 22. Juni 2003 | 26. Juli 2006 |
| Kommission              | N/A         | 26. Juli 2006 | 22. Aug. 2006 |
| Joan Laporta            | Spanien     | 22. Aug. 2006 | 1. Juli 2010  |
| Sandro Rosell           | Spanien     | 1. Juli 2010  | 23. Jan. 2014 |
| Josep Maria Bartomeu    | Spanien     | 23. Jan. 2014 | 27. Okt. 2020 |
| Kommission              | N/A         | 27. Okt. 2020 | 7. März 2021  |
| Joan Laporta            | Spanien     | 7. März 2021  |               |